# سوزان آنتون (دادستان)

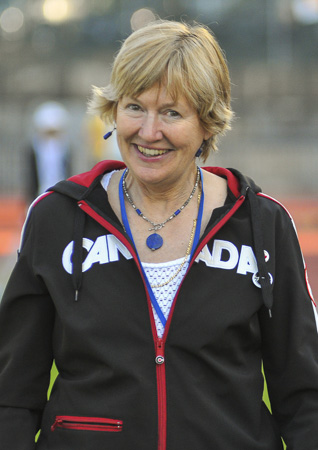
نگارهٔ سوزان آنتون، سیاست‌مدار کانادایی - ۲۰۱۰

سوزان آنتون، (زاده ۳۱ مه ۱۹۵۲) سیاستمدار کانادایی و وزیر سابق دادگستری و دادستان کل بریتیش کلمبیا است . آنتون که در انتخابات استانی ۲۰۱۳ به عضویت مجلس قانون‌گذاری بریتیش کلمبیا انتخاب شد، پس از یک حرفه در سطح شهرداری، به عنوان عضوی از حزب لیبرال بریتیش کلمبیا، جریان ونکوور-فریزرویو را نمایندگی کرد. او در ۱۰ ژوئن ۲۰۱۳ به عنوان دادستان کل بریتیش کلمبیا و وزیر دادگستری منصوب شد.
آنتون قبل از مشارکت سیاسی، وکیل و دادستان سابق شعبه عدالت جنایی بریتیش کلمبیا بود. او در انتخابات استانی ۲۰۱۷ توسط جورج چاو شکست خورد.
آنتون به دنبال موقعیت رسمی برای رهبری طرف «نه» مخالف هرگونه اصلاحات انتخاباتی در BC با بیل تیلمن و باب پلکاس بود.

## دادستان کل بریتیش کلمبیا

### برنامه کمک به قربانیان جنایت
آنتون در رابطه با قتل نیپل باتالیا، دانشجوی دانشگاه سایمون فریزر که در سال ۲۰۱۱ به قتل رسید، اظهارات عمومی کرده‌است، که قاتل ادعایی او متهم شده‌است اما هنوز تا سال ۲۰۱۵ محاکمه نشده‌است. انتظار می‌رود که آزمایش در ژانویه ۲۰۱۶ از سر گرفته شود.
آنتون گفته‌است که تأخیر پیش از دادگاه برای خانواده باتالیا بسیار سخت است. او گفت که دولت بریتیش کلمبیا متعهد به حمایت از خانواده‌ها از طریق برنامه کمک به قربانیان جنایت است که مزایای مالی را برای کمک به مردم برای بهبودی یافتن از اثرات قربانی شدن فراهم می‌کند. او گفت که وکلای ولیعهد تمام تلاش خود را برای پیشبرد سریع پرونده‌ها و ارائه یک محاکمه عادلانه و به موقع به متهم انجام می‌دهند.

## زمینه
آنتون متولد دانکن، بریتیش کلمبیا، در سال ۱۹۷۰ از مدرسه ملکه مارگارت فارغ‌التحصیل شد و لیسانس خود را در رشته ریاضیات از دانشگاه ویکتوریا دریافت کرد. او تحصیلات خود را در رشته حقوق از دانشگاه بریتیش کلمبیا در سال ۱۹۷۹ ادامه داد.
سوزان آنتون قبل از حرفه خود در سیاست، آموزگار ریاضیات در مدرسه بین‌المللی آمریکایی Carlucci لیسبون در پرتغال و از طریق خدمات دانشگاه کانادا در خارج از کشور در نیجریه بود. او همچنین یک بود تاج مشاور وکیل. او با بسیاری از سازمان‌ها از جمله گروه ویژه گردشگری ورزشی ونکوور خدمت کرد. MoreSports (عضو مؤسس)؛ گروه رابط جامعه ARKS (Arbutus Ridge Kerrisdale Shaughnessy) CityPlan Visioning. کمیسیون برنامه‌ریزی شهر ونکوور؛ رویداد Rick Hansen Wheels in Motion Vancouver; باشگاه فوتبال کریسدیل (رئیس سابق)؛ فدراسیون ورزش‌های دو و میدانی ونکوور (نایب رئیس سابق)؛ انجمن آهنگ آشیل؛ و انجمن جامعه رایلی پارک.

## شورای شهر ونکوور
در سال ۲۰۰۲ ، آنتون به عضویت هیئت مدیره پارک ونکوور انتخاب شد و یک دوره خدمت کرد. در سال ۲۰۰۵، آنتون به انتخاب شد ونکوور شورای شهر در ۲۰۰۵، که او انتخاب مجدد در شد ۲۰۰۸. در آن زمان، آنتون در هیئت مدیره BC Pavilion Corporation (PavCo)، ارکستر سمفونیک ونکوور، تالار مشاهیر ورزشی BC، کمیته جام خاکستری ۲۰۱۱ و کمیته Vancouver 125 خدمت کرد.
زمانی که آنتون در شهرداری بود، به عنوان مدیر ونکوور برای فدراسیون شهرداری‌های کانادا خدمت می‌کرد، جایی که او معاون کمیته افزایش مشارکت زنان در دولت شهری بود و در کمیته بررسی حکومت‌ها حضور داشت. به عنوان مدیر مترو ونکوور، آنتون یکی از اعضای کمیته مدیریت پسماند، کمیته استفاده از زمین و حمل و نقل و کمیته مشترک UBC/Metro Vancouver بود. آنتون به عنوان مدیر ونکوور در Translink در طول ساخت اولیه خط کانادا خدمت کرد. زمانی که آنجا بود، در کمیته حسابرسی نیز خدمت کرد. آنتون در انجمن‌های اجتماعی و هیئت‌های ورزشی متعددی خدمت کرده‌است.
علاوه بر این، آنتون به عنوان نایب رئیس کمیته برنامه‌ریزی و محیط زیست شهر و عضو کمیسیون میراث فعالیت کرد. در سطح مترو ونکوور، او عضو کمیته استفاده از زمین و حمل و نقل و کمیته مشترک ونکوور/UBC بود، جایی که در موضوع مدیریت دانشگاه بریتیش کلمبیا پیشرو بود.
در انتخابات شهرداری ونکوور در سال ۲۰۱۱، آنتون کاندیدای انجمن غیرحزبی برای شهردار ونکوور بود، که در نهایت به گرگور رابرتسون، رئیس فعلی ویژن ونکوور، شکست خورد.
آنتون در زمان خود در شورای شهر ونکوور در هیئت مدیره TransLink, Metro Vancouver و فدراسیون شهرداری‌های کانادا نیز حضور داشته‌است. او نایب رئیس کمیته برنامه‌ریزی و محیط زیست شهر و عضو کمیسیون میراث بوده‌است. در سطح مترو ونکوور، او عضو کمیته استفاده از زمین و حمل و نقل و کمیته مشترک ونکوور/UBC بود، جایی که در موضوع مدیریت دانشگاه بریتیش کلمبیا پیشرو بود.